# 马泰·托特
马泰·托特（1983年2月10日—）是一名斯洛伐克竞走运动员。他参加过2004、2008、2012、2016和2020年五届奥运会，以及五次世界田径锦标赛。赢得2010年竞走世界杯50公里竞走金牌和2015年世界田径锦标赛50公里竞走金牌，成为首位在世锦赛上夺金的斯洛伐克选手。2016年8月19日，以3小时40分58秒的成绩赢得里约奥运会男子50公里竞走金牌，为个人及斯洛伐克收获历史首枚奥运会田径奖牌。

## 外部連結
- 马泰·托特在的頁面